# Sotes borg

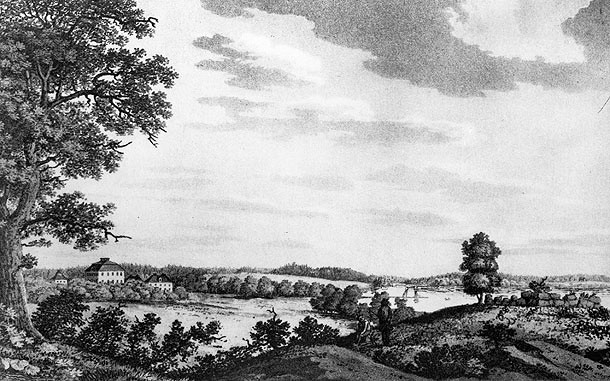
"Sotes borg" i förgrunden till höger med Häringe slott i bakgrunden till vänster, 1825.

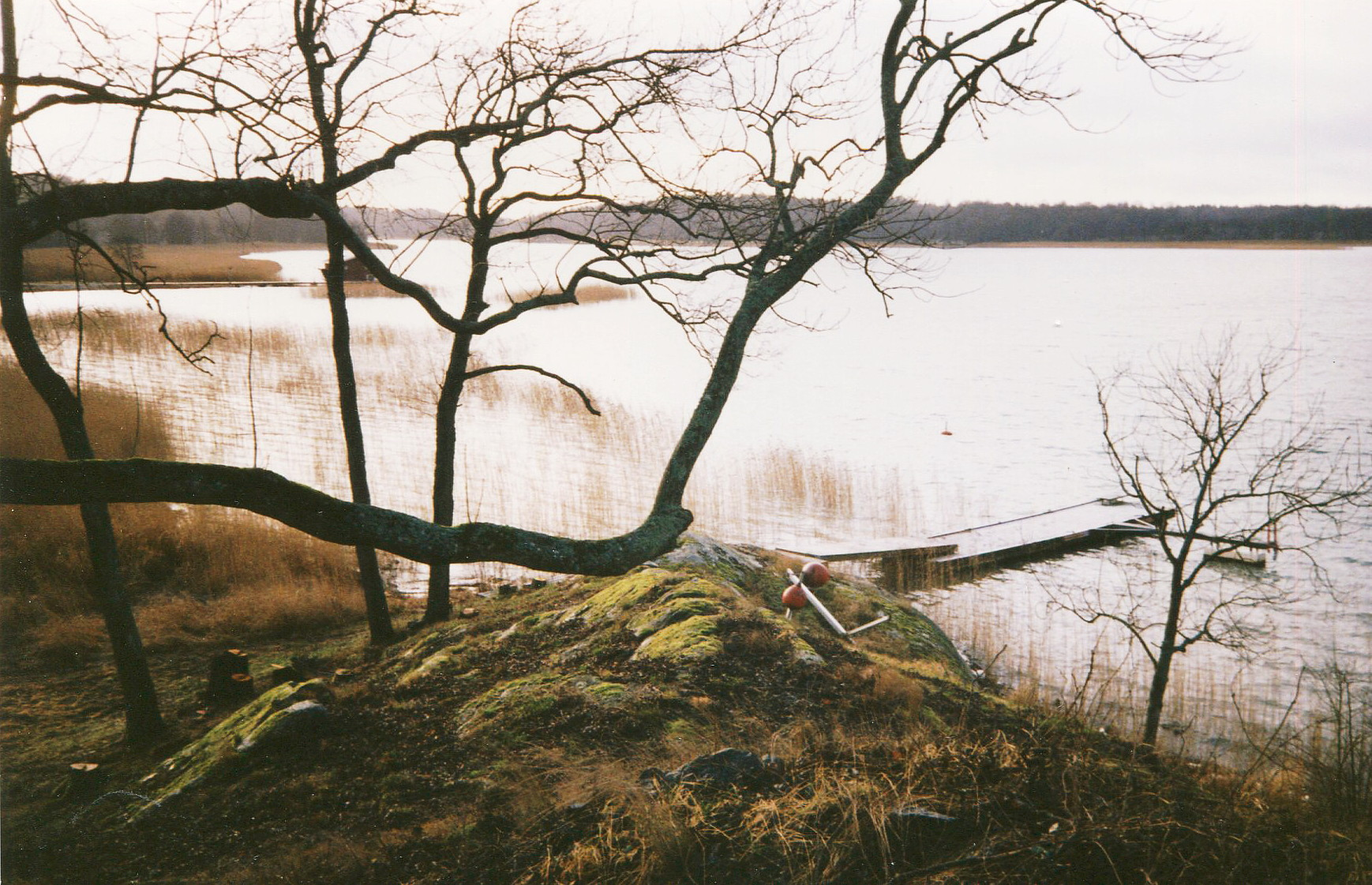
Utsikt över Landfjärden från "Sotes borg".

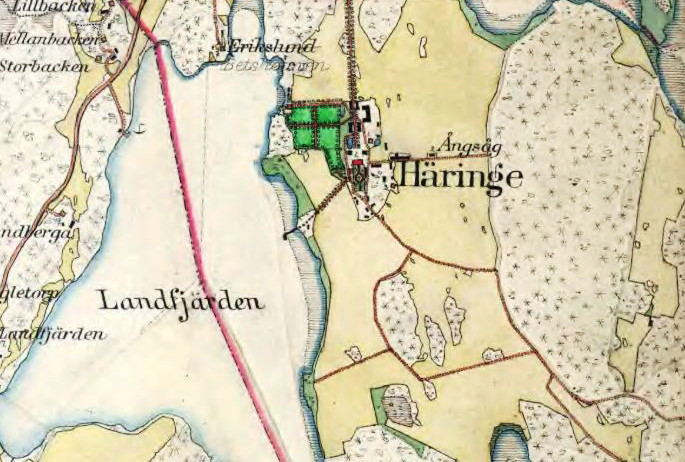
Karta från 1906 över borgområdet och Häringe slott. Ruinen ligger på Landfjärdens östra strand.

Sotes borg är en ruin vid Landfjärdens östra strand i Västerhaninge socken och Haninge kommun på Södertörn. Byggnaden har varit en föregångare till Häringe slott och daterar sig förmodligen från mitten av 1500-talet. Den var cirka 28 meter lång och 18 meter bred. Murverk står kvar upp till 1,5 meters höjd.
Enligt en omstridd sentida tradition skulle ruinen stället vara kvarlevor efter vikingen Sotes fästning från 900-talet. Snorre Sturlasson berättar i Heimskringla om ett sjöslag under tidiga 1000-talet där denne Sote anförde ena sidan på en plats "i Sveaskären" som hette Sotaskär. Förmodligen handlar det om ön med detta namn utanför Hunnebostrand på Västkusten. Någon gång under 16/1700-talen kom dock berättelsen att förknippas med Häringe på grund av Sotholmen i Landfjärden intill byn. Därav namnet på ruinen.
Fyra vrak i Landfjärden intill har också länge tillskrivits vikingatida anor men daterades 2024 av marinarkeologer från VRAK till 1400-, 1600- och 1700-talen.